# Rutten (Pays-Bas)
Pour les articles homonymes, voir Rutten.
Rutten est l'un des dix villages de la commune néerlandaise de Noordoostpolder, dans la province du Flevoland.
Le village a été créé en 1953. Le 1er janvier 2007, Rutten compte 1 779 habitants. Ce village récent tire son nom de l'ancien village de Ruthne, situé naguère au nord d'Urk et englouti au XIVe siècle.